# Канал Ельба — Любек

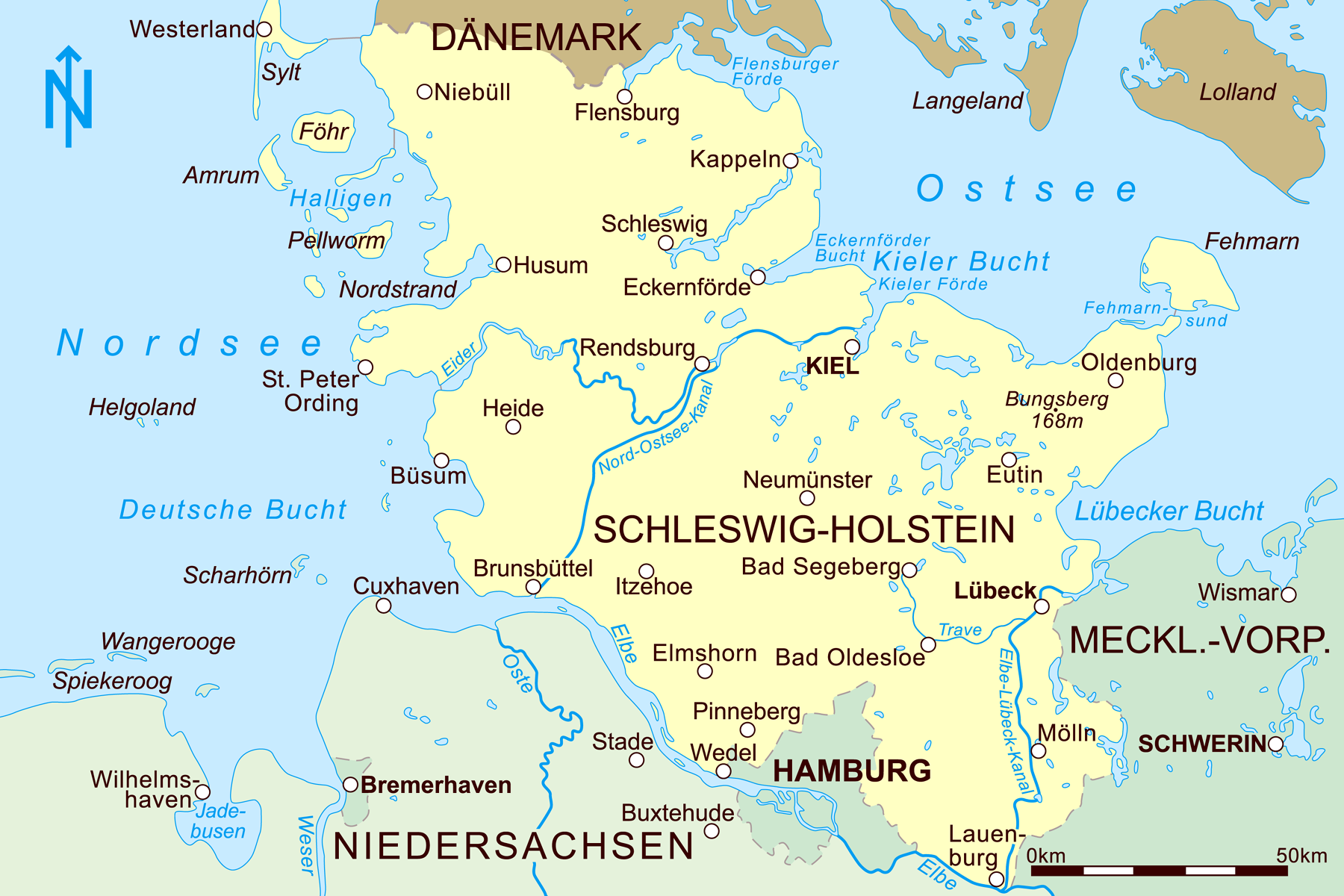
Розташування на карті

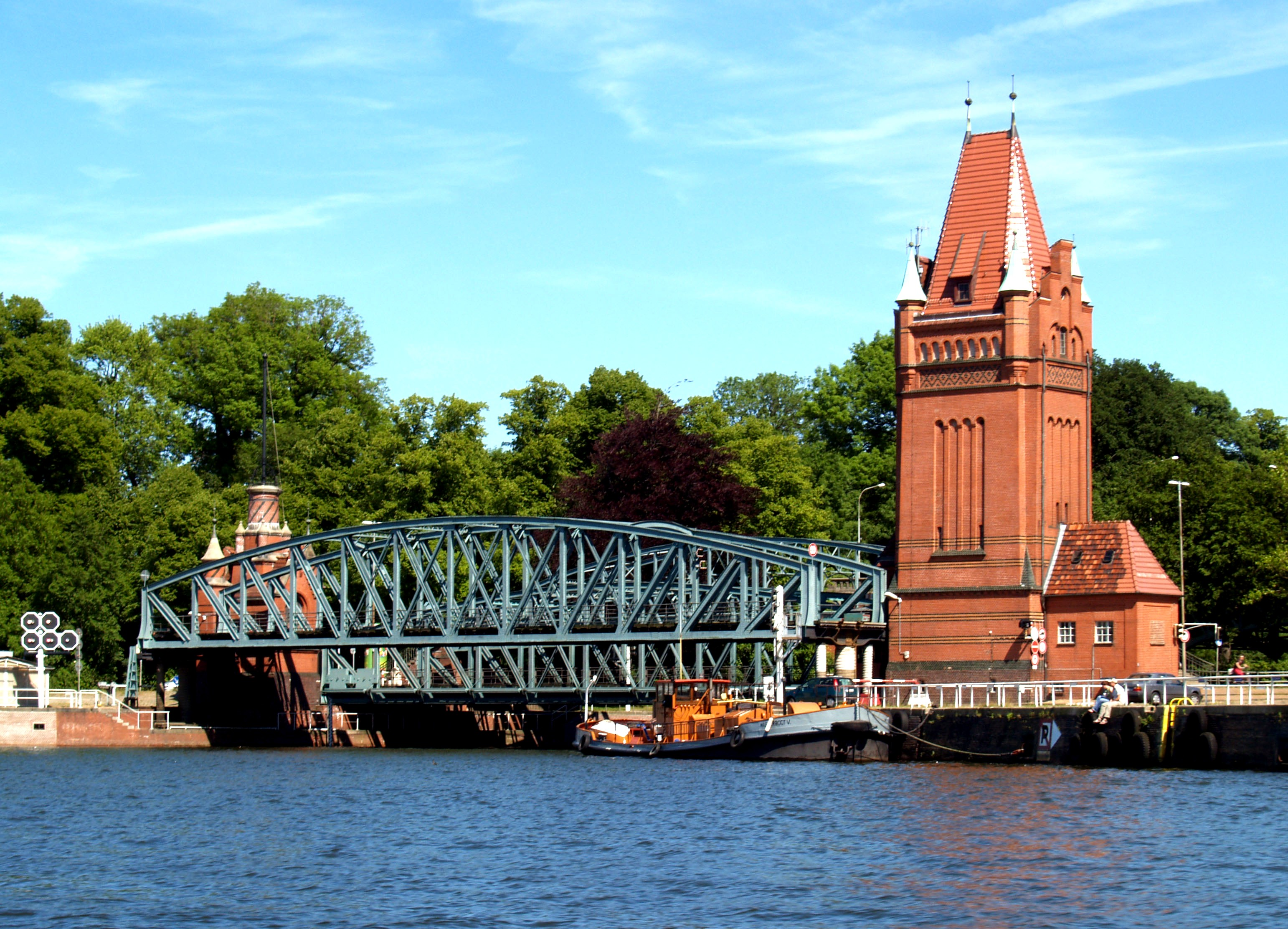
Підйомний міст над каналом Ельба-Любек у Любеку

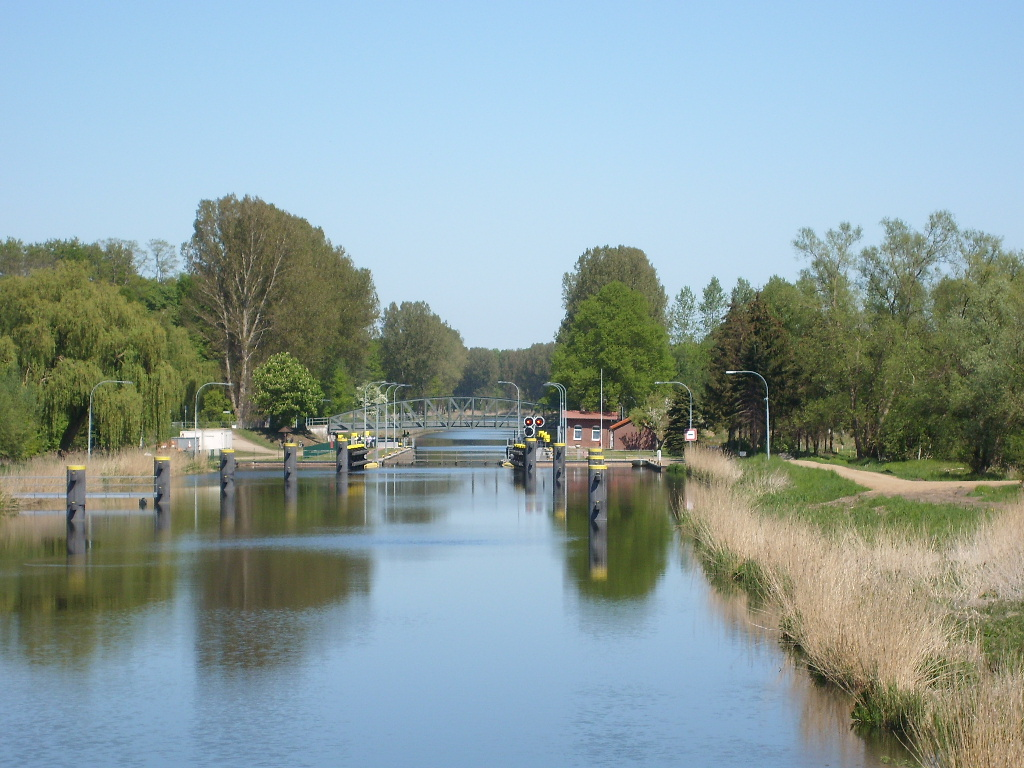
Шлюзи каналу в районі містечка Беркентін

53°33′00″ пн. ш. 10°40′53″ сх. д. / 53.55° пн. ш. 10.681388888889° сх. д.
Канал Ельба — Любек у федеральній землі Шлезвіг-Гольштайн Німеччина. Канал з'єднує річки Ельба і Траве, і є водним шляхом з Ельби в Балтійське море. Довжина — 67 км; північний кінцевий пункт — Любек, на півдні — місто Лауенбург. 
Попередник цього каналу був Стекнітц канал, побудований у 1390—1398 роках шляхом випрямлення й розширення річки Стекнітц, є однією з найстаріших штучних водних артерій Європи. Цей канал з'єднав дуже маленькі річки Стекнітц (притока Траве) і Дельвенау (притока Ельби). Він був частиною Старого Соляного шляху. 
Канал мав такі параметри: 
- Глибина — 85 см
- Ширина — 7,50 м
- Довжина — 94 км.

У 1900 році стародавній канал був замінений на новий канал Ельба — Любек. Частково був залишено у річищі старого каналу, довжина скорочена до 67 км.

## Значення
У наш час у зв'язку з розбудовою мережі швидкісних автобанів канал втратив своє значення як транспортна артерія півночі Німеччини. Канал використовується для проходу досить рідких малотоннажних самохідних барж (до 1000 тонн) — здебільшого сипучих матеріалів (обсяг транспортування матеріалів у 1995 році склав 1,5 млн тонн) та для виходу в Балтійське море приватних яхт, що паркуються у містах вздовж каналу.